# Hacıməmmədli (Cəlilabad)
Hacıməmmədli è un comune dell'Azerbaigian situato nel distretto di Cəlilabad. Conta una popolazione di 325 abitanti.